# O'Dowd Cove
O'Dowd Cove är en vik i Antarktis. Den ligger i Västantarktis. Inget land gör anspråk på området.